# Júlio César (ur. 1978)
Júlio César, właśc. Júlio César Santos Correa (ur. 18 listopada 1978 w São Luís, w stanie Maranhão) – brazylijski piłkarz, grający na pozycji obrońcy, trener piłkarski.

## Kariera piłkarska

### Kariera klubowa
Wychowanek meksykańskiego Club América. W 1995 rozpoczął karierę piłkarską w honduraskim CD Marathón. Latem 1996 wyjechał do Hiszpanii, gdzie został piłkarzem Realu Valladolid. Po trzech latach został zaproszony do Realu Madryt, skąd został wypożyczony do A.C. Milan, Realu Sociedad i Benfiki Lizbona. Po sezonie 2002/03 spędzonym w Austrii Wiedeń wrócił do Realu Valladolid. W lipcu 2004 przeniósł się na Wyspy Brytyjskie, gdzie podpisał kontrakt z Boltonem. W sezonie 2005/06 bronił barw meksykańskiego Tigres UANL. Następnie występował w greckim Olympiakosie, rumuńskim Dinamo Bukareszt, tureckim Gaziantepsporze i portugalskim CS Marítimo. 14 marca 2011 zasilił skład Sportingu Kansas City z amerykańskiej MLS. 14 stycznia 2013 przeniósł się do kanadyjskiego Toronto FC. W 2014 zakończył karierę piłkarza w honduraskim Parrillas One.

## Kariera trenerska
Po zakończeniu kariery piłkarza rozpoczął pracę szkoleniową. W sezonie 2017/18 pracował z drużyną młodzieżową w madryckiej Akademii Realu Madryt. Pełnił także funkcję ambasadora w Fundacji Realu Madryt w Brazylii. Następnie trenował amatorski hiszpański zespół CD Cristo Atlético. 4 lipca 2019 został mianowany na stanowisko głównego trenera Olimpiku Donieck, z którym pracował do 19 sierpnia 2019.

## Sukcesy i odznaczenia

### Sukcesy klubowe
Real Madryt
- zwycięzca Ligi Mistrzów: 1999/2000

Austria Wiedeń
- mistrz Austrii: 2002/03
- zdobywca Pucharu Austrii: 2002/03

Tigres UANL
- zwycięzca InterLigi: 2006

Olympiacos
- mistrz Grecji: 2006/07, 2007/08
- zdobywca Pucharu Grecji: 2007/08
- zdobywca Superpucharu Grecji: 2007

Sporting Kansas City
- zdobywca U.S. Open Cup: 2012